# Малу Рошу (Јаломица)
Малу Рошу (рум. Malu Roșu) насеље је у Румунији у округу Јаломица у општини Армашешти. Oпштина се налази на надморској висини од 63 m.

## Становништво
Према подацима из 2002. године у насељу је живело 1709 становника, од којих су сви румунске националности.